# Ibar z Begerinu
Ibar z Begerinu, łac. Iberius, również Ivor (zm. 23 kwietnia przed 500) – misjonarz  pochodzący z Irlandii, duchowny, biskup, apostoł Wexfordu, święty Kościoła katolickiego.

## Życiorys
Ibar pochodził z Ulsteru. Był uczniem świętego Patryka (lub szerzył ewangelizację wcześniej) jednak początkowo był przeciwny autorytetowi Patryka, gdyż ten nie był Irlandczykiem – z czasem jednak przekonał się do niego. Był wujem św. Abbana, który towarzyszył mu w misjach do Rzymu. 
Ibar na początku mieszkał w Wexfordzie. Był duchownym w klasztorze św. Brygidy w Hrabstwie Kildare. Około 480 roku został mecenasem Begerinu, miejscowości będącej wtedy wyspą (Begerin Island), położonej na północ od Wexfordu, gdzie wybudował pierwszy klasztor. Zajmował się rozbudową tego miejsca co przyniosło pełny sukces. Do miasteczka sprowadziło się ok. trzy tysiące ludzi. 
Jest patronem kościoła w Wexfordzie. Jego silny kult w tym miejscu zwrócił uwagę zwolenników kościoła Anglikańskiego w okresie reformacji, dla których istotnym stało się wykorzenienie wiary w niego. Według podań, w XVII wieku jego drewniany wizerunek w kaplicy miał być wielokrotnie palony, jednak zawsze powracał na swoje miejsce nienaruszony.
Jego wspomnienie liturgiczne obchodzone jest w dzienną pamiątkę śmierci tj. 23 kwietnia. 